# ヤシガニ
ヤシガニ（学名：Birgus latro）は、オカヤドカリ科に分類される陸棲甲殻類の1種。本種のみでヤシガニ属を構成する。体重4.1kgに達し、陸棲の節足動物では最大の種である。脚を広げた長さは1mほどにもなる。インド太平洋の島々に分布し、東はガンビエ諸島、ピトケアン諸島、カロリン島、西はザンジバル島まで及ぶ。分布域はココヤシの分布域とほとんど一致しているが、オーストラリア本土やマダガスカルなど、人口の多い地域では絶滅している。
「カニ」と名前が付くが、ヤドカリの仲間であり、オカヤドカリ属と近縁である。陸上生活への多くの適応を示す。幼生は他のヤドカリと同様に、腹足類の殻に入って身を守るが、成体の腹部には強靭な外骨格が発達し、殻を持ち歩かなくなる。Branchiostegal lungと呼ばれる特殊な器官を持ち、退化した鰓の代わりに呼吸を行う役割がある。幼生段階を過ぎると、水中で溺れてしまうようになる。鋭い嗅覚によって餌を見つけるが、これは昆虫の嗅覚と収斂進化した。
成体は主に果実、木の実、種子、倒木の髄を食べるが、腐肉やその他の有機物など、地面にあれば何でも食べる。また光るものを持ち去ることもあり、「robber crab (泥棒ガニ)」という別名がある。ココヤシと関連付けられるが、ココナッツは重要な餌ではない。地中に巣穴を掘り、ココヤシやタコノキ属の木に登ることもある。ココヤシの木に登って実を食べる証拠は無いが、熟して落下した実を食べることがある。巣穴から遠い場所では、天敵から逃げるために木に登る。若い個体は海鳥に捕食され、共食いをすることも知られる。
交尾は陸上で行うが、雌は海に受精卵を放出し、その後浜に戻っていく。孵化した幼生は3-4週間プランクトンとして過ごした後、海底に定着し、腹足類の殻に入り、陸上に戻る。約5年で性成熟し、寿命は60年以上になる。幼生が海に留まる3-4週間の間に、丸太や流れ藻、ココナッツに掴まって遠くまで移動することがある。

## 分類と名称
1580年頃のフランシス・ドレーク、1688年頃のウィリアム・ダンピアの航海以来、西洋の科学者に知られるようになった。ゲオルク・ルンフィウスは1705年にヤシガニを Cancer crumenatus と呼んだ。この記述に基づいて、カール・フォン・リンネは1767年に本種を Cancer latro として記載した。種小名はラテン語で「強盗」を意味する。ヤシガニ属は1816年にウィリアム・エルフォード・リーチによって設立され、これにより学名は Birgus latro となった。オカヤドカリ属とともにオカヤドカリ科に分類されている。
coconut crab、robber crab、palm thiefなどの英名があり、他のヨーロッパ言語での名称を反映している。例えばドイツ語では「Palmendieb (ヤシ泥棒)」と呼ばれる。日本ではその名前や言い伝えから、「ヤシの木に登りヤシの実を落として食べるカニ」としてのイメージが定着している。実際には、ヤシガニの食性は口に入るものなら腐敗した死肉でも食べる雑食性で、必ずしもその主食にヤシの実があるわけではない。ヤシの実を食すことは確かだが、実を切り落とすために木に登る習性も確認されておらず、上記のイメージは口述伝承から生まれた誤解である。

## 形態

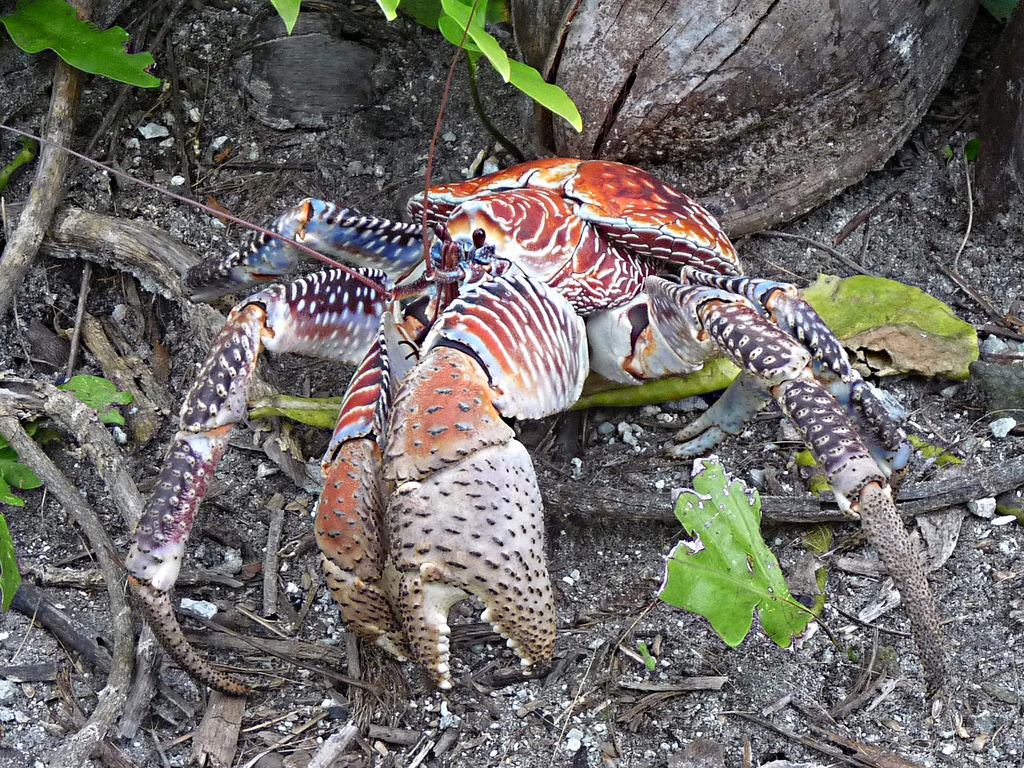
パルミラ環礁で撮影された赤みの強い個体

現生の陸棲節足動物としては最大であり、陸棲の無脊椎動物としても最大の種である。体長は最大40cm、体重は最大4.1kg、脚を広げた長さは0.91mを超え、雄は一般的に雌よりも大きい。甲長は78mm、甲幅は最大200mmである。
他の十脚類と同様、体は頭胸部と腹部に分かれており、頭胸部には10本の胸脚がある。第1脚は大きな鉗脚(ハサミ)となっており、左脚は右脚よりも大きい。沖縄美ら島財団の研究グループが2016年11月に国際学術雑誌「PLOS ONE」に掲載した研究成果によると、29個体を調べたところ、ヤシガニのハサミの挟む力は体重の約90倍であることが分かった。これを体重4kgクラスの個体に当てはめると337kg・fとなり、甲殻類最強の力かつ、ライオンの噛む力（約300kg・f）にも匹敵する。第2-3脚は他のヤドカリと同様、大きく力強い歩脚であり、先端が尖っているため、垂直の面や張り出した面であっても登ることができる。第4脚はより小さく、先端にピンセットのような鋏があり、若い個体では入っている貝殻やココナッツの内側を掴むことができる。成体はこの脚を歩行と木登りに使う。第5脚は非常に小さく、雌は卵の世話に、雄は交尾に用いる。第5脚は通常、甲羅の内側の鰓室に収まっている。体色には個体差があり、オレンジがかった赤色から、紫がかった青色まで様々である。ほとんどの地域では青色の個体が優勢だが、セーシェルなど一部の地域では赤色の個体が多い。
ヤドカリと共有派生形質を持ち、幼体のみが巻貝の殻を使って柔らかい腹部を保護し、さらに成長すると割れたココナッツの殻を同じ目的で使うことがある。他のヤドカリと異なり、成体は殻を持たず、代わりにキチンと炭酸カルシウムを沈着させて腹部を硬化させる。他の生物の殻の中で生活するという物理的制約がないため、近縁のオカヤドカリ属よりもはるかに大きく成長する。カーシニゼーションが起こっており、カニのように腹部を頭胸部の下に折り畳んで身を守っている。
硬い外骨格は腹部を保護し、陸上での水分損失を減らすが、定期的に脱皮する必要がある。成体は毎年脱皮し、殻が硬くなるまで巣穴に隠れる。体の大きさに応じて、外骨格が硬くなるまでには1-3週間かかる。体の大きさに応じて3-16週間巣穴に留まる。

### 呼吸

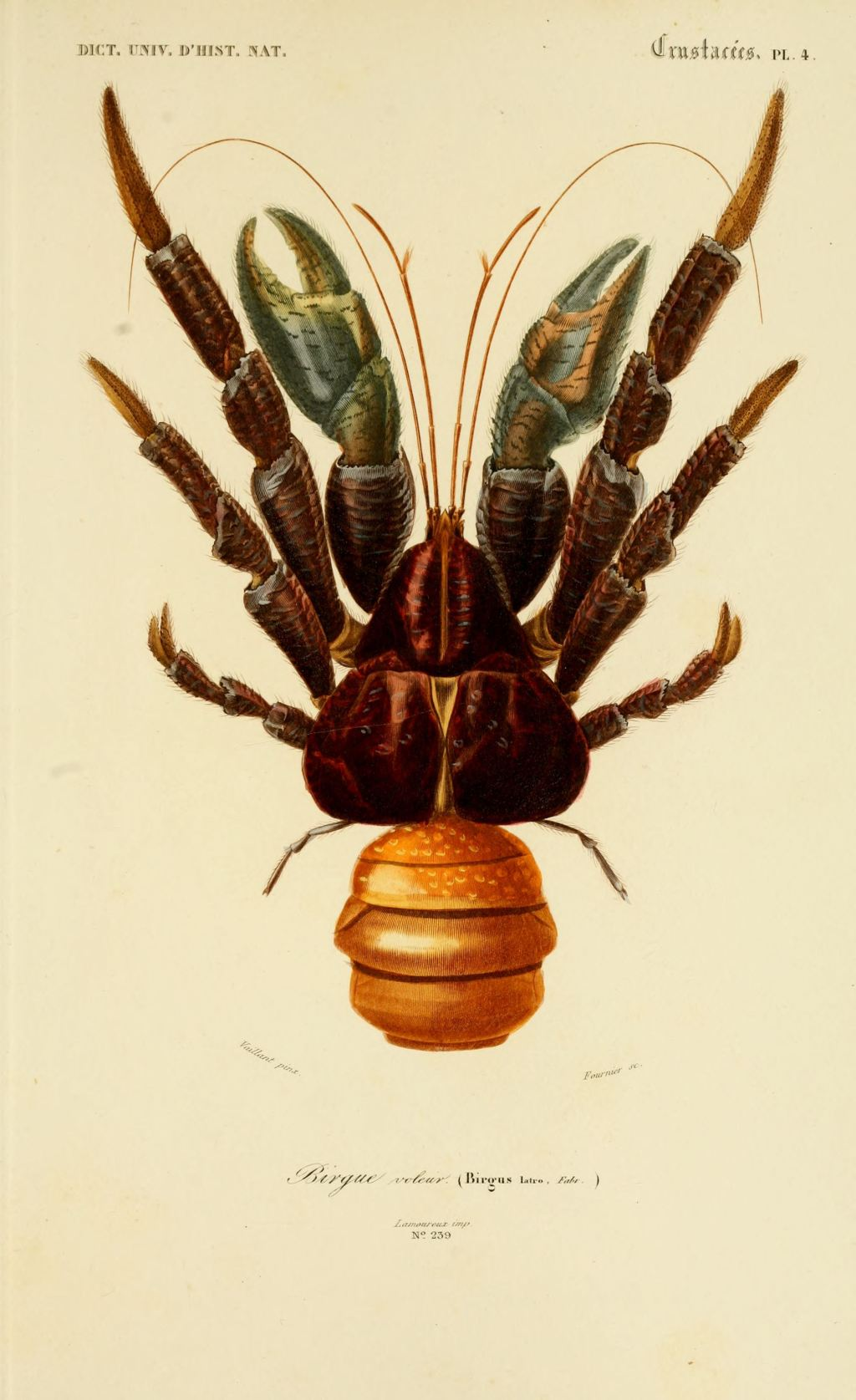
1849年の図版

幼生は泳ぐことが出来るが、成体は1時間以上水中に放置されると溺れてしまう。呼吸にはBranchiostegal lungと呼ばれる特殊な器官を使用する。この器官は鰓と肺の中間の発達段階と考えられ、ヤシガニが生息域に適応するために最も重要な器官の一つである。この器官には鰓と似た組織が含まれるが、水ではなく空気から酸素を吸収する。この器官は横方向に膨張し、表面積を増やしている。頭胸部に位置しており、酸素を含んだ血液が心膜に戻る際に最適な場所にある。腹部にある鰓室は水分を溜め込むことに非常に適しており、これにより多湿な環境であれば、空気中の水分を鰓室に取り込むことで呼吸することができる。水中では鰓室と鰓が水分で飽和してしまうため、呼吸することができない。このため、ヤシガニは「湿度が高ければ陸上で長時間活動できるが、水中では長時間活動できない」という、陸上生活に特化した甲殻類である。
最も小さな第5脚を用いて、呼吸器官を洗浄し、水で湿らせる。これらの器官が正常に機能するためには水が必要であり、ヤシガニは濡れた脚で近くの海綿状組織を撫でることで水分を補給する。鉗脚から顎脚に水を移すことで、小さな水たまりから水を飲むこともある。
原始的な鰓も持っており、これらの鰓の数はホンヤドカリ科やヤドカリ科と同程度であるが、サイズが小さく、表面積も比較的小さい。

### 嗅覚
よく発達した嗅覚で餌を探す。水中に生息するカニは、匂いの強さと方向を判断するため、触角に特殊な器官を持っている。ヤシガニは陸上に生息するため、触角の嗅覚器官は他のカニの嗅覚器官よりも短く鈍く、昆虫の嗅覚器官に似ている。
昆虫とヤシガニは異なる系統に属しているが、空気中の匂いを追跡するという必要性から、類似の器官が収斂進化を遂げた。ヤシガニは昆虫と同じように、触角を振って受容力を高める。ヤシガニは遠く離れた場所から匂いを感知することができる。腐肉、バナナ、ココナッツなど、食料源となる匂いは、特にヤシガニの注意を引く。ヤシガニの脳の嗅覚系は、脳の他の領域に比べてよく発達している。

## 分布と生息地

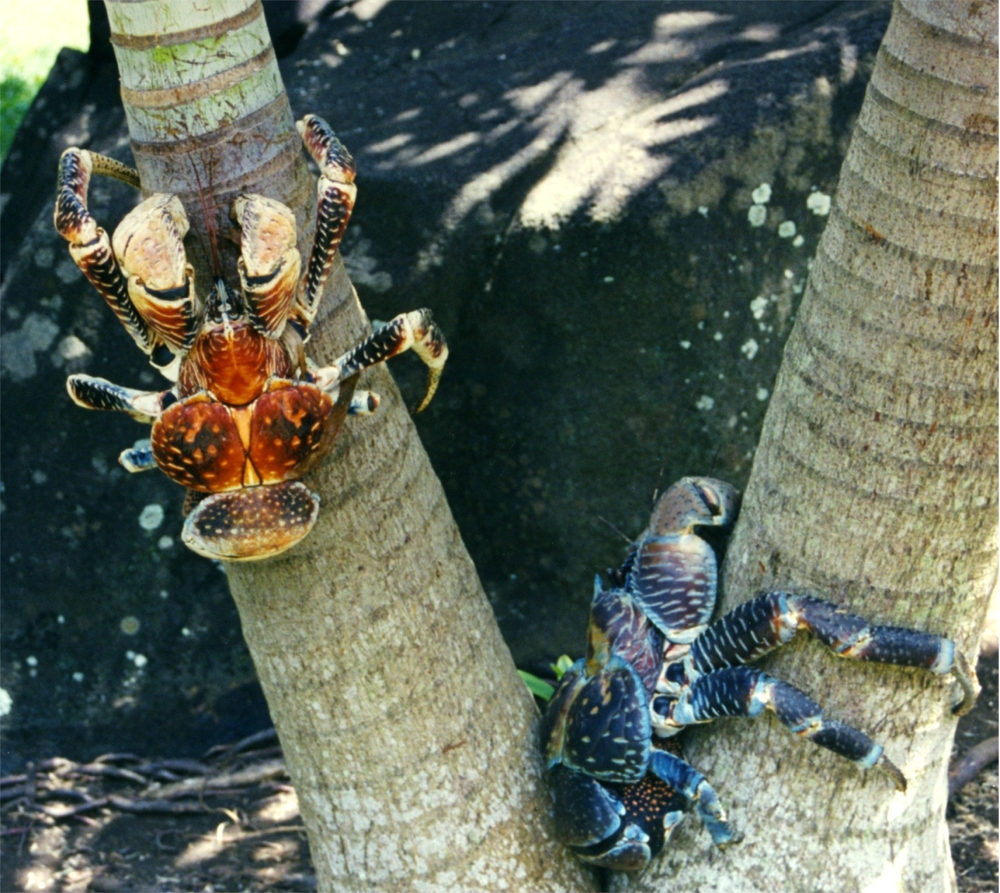
体色には個体差がある

インド洋と中部太平洋の熱帯から亜熱帯地域に分布し、その分布はココヤシの分布とほぼ一致している。分布域の西限はタンザニア沖のザンジバル島である。北限は北回帰線、南限は南回帰線で、南西諸島などの亜熱帯には少数の個体が分布している。かつてはオーストラリア本土、マダガスカル、ロドリゲス島、イースター島、トケラウ、マルキーズ諸島、おそらくインドにも分布していたが、現在これらの地域では絶滅している。成体は泳げないため、プランクトン幼生の間に島々に定着したと考えられる。
クリスマス島には世界最大かつ最も密度の高い個体群が生息しているが、クリスマスアカガニの個体数はその50倍以上である。インド洋ではアルダブラ環礁などセーシェルにも分布しているが、中央部の島々では絶滅している。ベンガル湾のアンダマン諸島とニコバル諸島のいくつかの島や、チャゴス諸島のほとんどの島と北部の環礁にも分布する。
チャールズ・ダーウィンは、ヤシガニはソシエテ諸島の北にある単一のサンゴ島でのみ発見されると信じていた。実際は広範囲に分布しているが、分布域のすべてで個体数が豊富というわけでは無い。クック諸島、特にプカプカ島、スワロー環礁、マンガイア島、タクテア島、マウケ島、アチウ島、パーマストン島には大きな個体群が存在する。これらはヤシガニの分布域の東限に近い。キリバスのライン諸島も同様で、特にココヤシの豊富なテライナ島でよく見られる。ガンビエ諸島が分布域の東限となっている。
十脚類の中では最も陸上に適応した種の一つと考えられており、生活のほとんどが陸上を中心としている。実際1日もかからずに海水で溺れてしまう。地形に応じて巣穴や岩の割れ目に単独で生息する。砂や緩い土の中に自分で巣穴を掘る。日中は熱による水分損失を抑えるため、巣穴や岩の間に隠れている。巣穴にはヤシ殻の非常に細かく強い繊維があり、ヤシガニはそれを寝床として使う。巣穴で休んでいる間、爪の1つで入り口を閉じ、巣穴内の湿度を保つ。これは呼吸器官が機能するために重要である。ヤシガニの個体数が多い地域では、餌探しで有利になるために、日中に出てくる個体もいる。雨など湿気の多い条件では、呼吸が楽になるため外に出てくる。ほぼ陸上で生活し、卵を産むときだけ海に戻る。クリスマス島では海から6kmの場所でも発見されている。

## 生態

### 食性

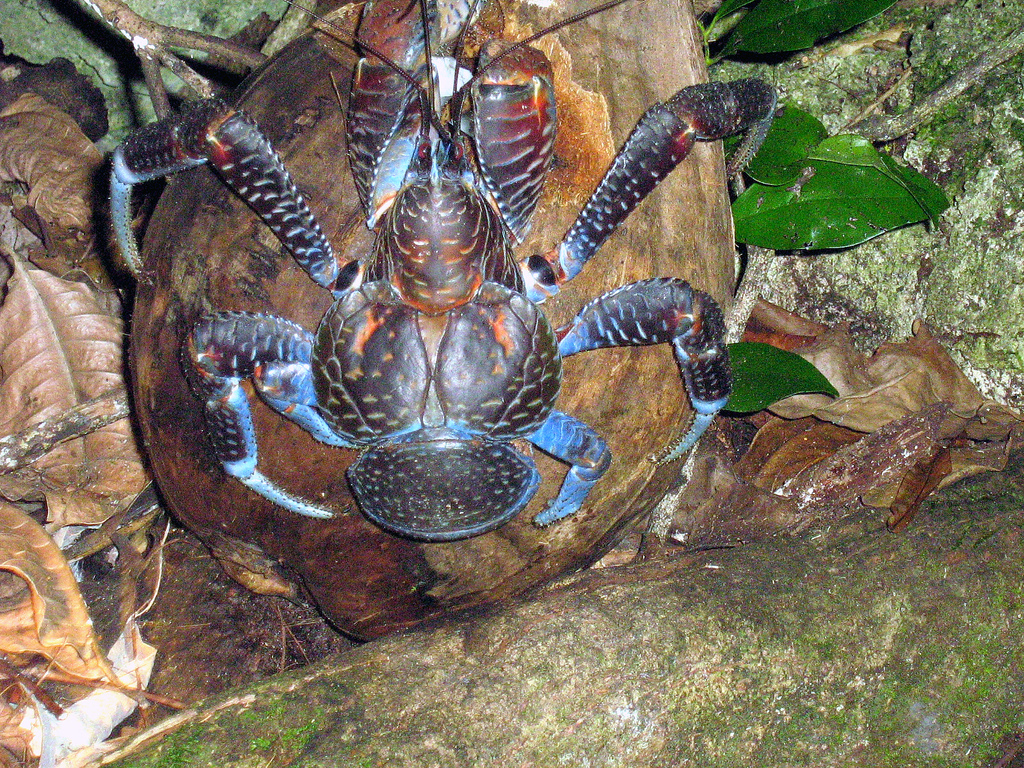
ココナッツに乗った個体

主な餌は Ochrosia ackeringae、Arenga listeri、Pandanus elatus、Pandanus christmatensis などの果実の果肉、ククイの堅果、ココヤシの胚乳、ギュウシンリの種子、倒木の髄などの植物である。沖縄の先島では、熟したアダンの実をばらばらにして食べる。雑食性であり、リクガメの幼体や他の甲殻類を含む動物の死骸、他の甲殻類の脱皮殻などの有機物も食べる。養殖場では、脱皮するヤシガニを他のヤシガニが攻撃していたという。他の動物の殻を食べることで、カルシウムなどの栄養素を補っていると推測される。個体間で食べ物を取り合う場合、手に入れた食べ物はその場で食べずに巣に持ち帰って食べる。クリスマスアカガニやオカガニなどのカニを捕食することがあり、他のヤシガニの死骸を漁る様子も観察されている。ナンヨウネズミを殺して食べる様子が観察されている。2016年にはチャゴス諸島で大きなヤシガニが木に登り、アカアシカツオドリを無力化して捕食する様子が観察された。
地面に落ちているココヤシの実を食べるが、10mの高さの木に登って実を落とすこともある。沖縄ではアダンの木に登る様子がよく目撃され、頭を上にして昇降する。木から落ちて降りることが多く、少なくとも4.5mから落下しても無傷である。強力な爪でココナッツに穴を開けて中身を食べ、ココナッツが開くまでに数日かかることもある。
トーマス・ヘイル・ストリーツは1877年にこの行動について論じ、ヤシガニが木に登ってココナッツの実を取るとは考えにくいと述べている。1970年代になっても、ヤシガニのココナッツの実を開ける能力については疑問が持たれていた。1980年代には、ドイツの科学者であるホルゲル・ランプフによってヤシガニがココナッツを開ける様子が観察され、ストリーツの報告を裏付ける結果となった。ココナッツがまだ殻で覆われている場合は、常に3つの発芽孔がある側から開き始め、爪を使って細長く剥ぎ取っていく。孔が見えると、ヤシガニはハサミで孔の1つを壊すまで叩く。その後は向きを変え、もう一方の脚の小さなハサミを使ってココナッツの白い果肉を引き抜く。大きな個体は強い爪を使って硬いココナッツを小さな破片に砕き、食べやすくする.。

### 繁殖と成長

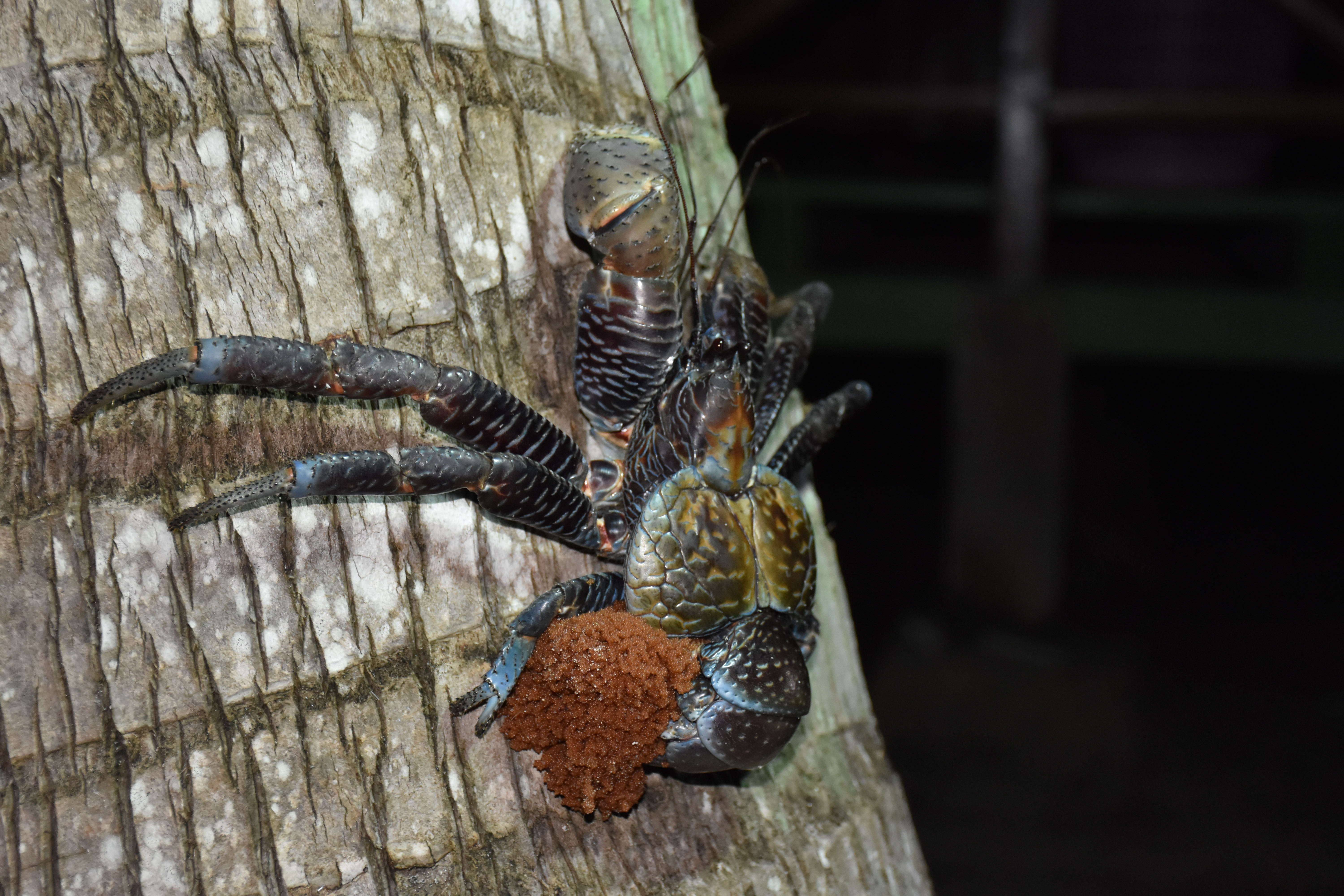
卵を抱えた雌

5-9月、特に6月上旬から8月下旬にかけて陸上で頻繁かつ迅速に交尾する。雄は精莢を雌の腹部に受け渡す。卵管は第3脚の基部に開き、卵が精莢の塊を通過する際に腹部の外面で受精が起こると考えられている。
産卵は海岸近くの岩の割れ目や巣穴で行われる。雄と雌は交尾のためにもみ合い、雄は雌を仰向けにして交尾を行う。全ての行為は15分ほどかかる。雌は交尾後すぐに卵を産み、腹部の下側に受精卵を数ヶ月間抱える。幼生が孵化すると、雌は海岸に移動し、幼生を海に放出する。成体は泳げないため、産卵中に大きなリスクを負う。成体が水中に落ちたり流されたりした場合、その重さのため陸地まで泳いで戻ることが難しい。産卵は通常、10-11月の夕暮れ時に岩の多い海岸で行われ、特に満潮時に行われる。幼生が放出された後も空の卵嚢は雌の体に残り、雌は数日以内に卵嚢を食べる。
幼生は他のプランクトンとともに海洋の表層域で3-4週間浮遊し、その間に幼生の多くが捕食者に食べられる。幼生は3-5回のゾエア期を経て、グラウコトエ幼生となる。このプロセスには25-33日かかる。
グラウコトエ幼生に達すると海底に定着し、適当な大きさの腹足類の殻を見つけて身に着け、オカヤドカリと同様に海岸線に移動する。この時に上陸する場合もある。その後は海から離れ、水中で呼吸する能力を失う。他のヤドカリと同様、成長するにつれて殻を脱ぎ変える。適当な大きさの貝殻を見つけられない場合、ココナッツの破片を使うことが多い。大きく成長すると腹部が硬くなり、殻を必要としなくなる。孵化後約5年で性成熟する。40-60年で最大サイズに達する。マックス・プランク研究所の生態学者であるミシェル・ドリューによると、ヤシガニの成長は驚くほど遅く、最大サイズに達するまで120年かかることもあるという。

## 人間との関わり
ヤシガニのハサミは人間に顕著な痛みを与えるほど強力であり、ヤシガニは長時間挟み続ける場合もある。トーマス・ヘイル・ストリーツは、ライン諸島のミクロネシア人の間に伝わっているヤシガニの掴みを緩めるための方法として、軽い素材で体の下の柔らかい部分を優しく刺激するという手段を紹介している。
インドのニコバル諸島、インドネシアのフローレス島、台湾のタオ族の間ではヤシガニを食べることがタブーとなっている。ニコバル諸島のカモルタ島では、ヤシガニを食べると不運になり、重篤な病気を引き起こすと信じられている。地元の人がヤシガニを食べて病気になった場合、家族は木製のヤシガニの像を作成する。この像はヤシガニの捕獲場所に運ばれ、特別な儀式が行われる。クック諸島ではウンガまたはカヴュとして知られる。マリアナ諸島ではアズズと呼ばれ、祖先の霊がヤシガニのような動物の形で戻ってくるという伝統的な信仰から、タオタオモナと関連付けられることもある。
飛行士のアメリア・イアハートは南太平洋で行方不明となったが、ニクマロロ島に不時着し、その遺体が島のヤシガニに食べられたという説もある。しかしニクマロロ島やその近辺でイアハートの飛行機が発見されていないため、この説は歴史家によって否定されている。

### 食用と毒性

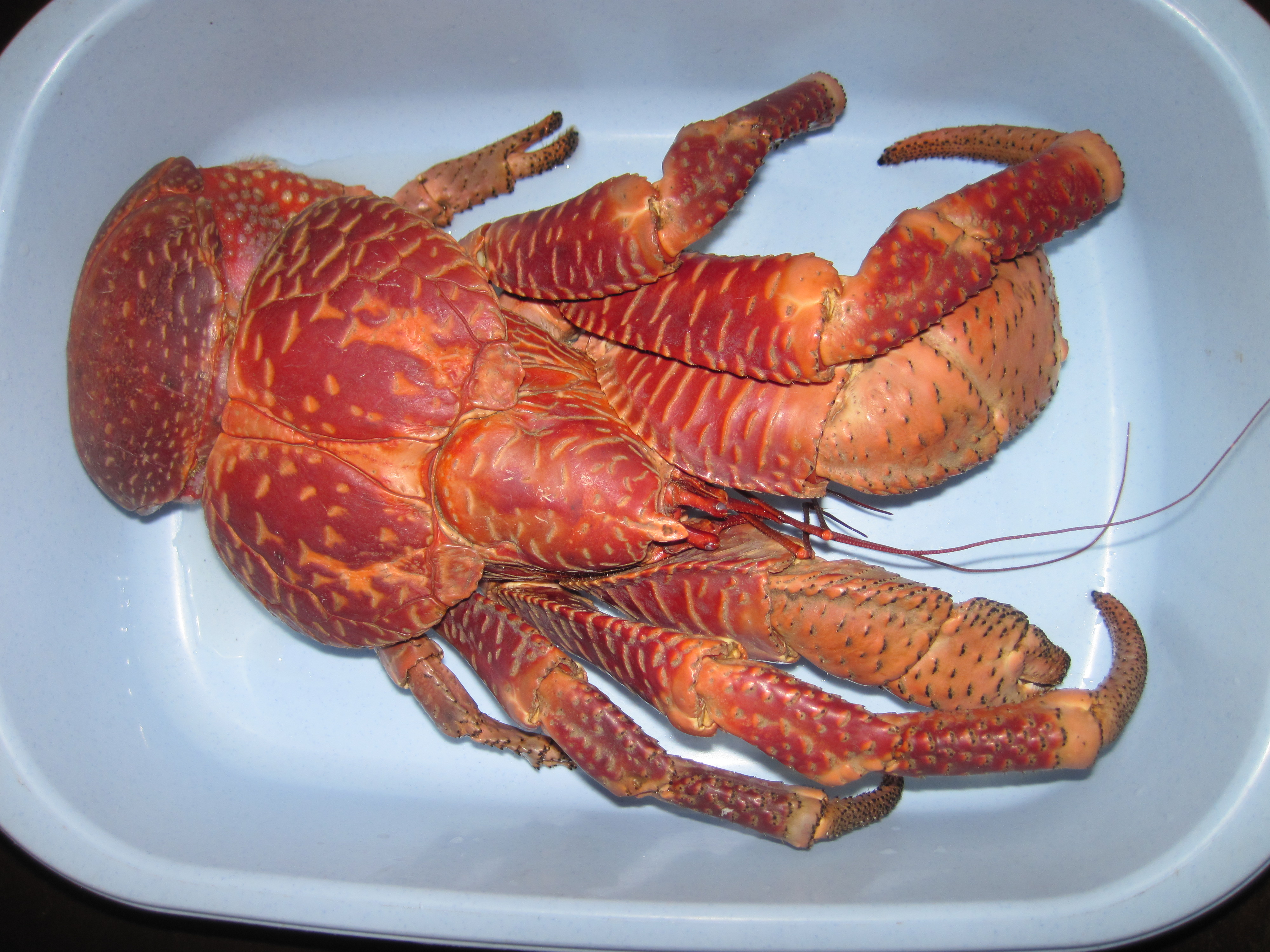
食用に茹でられたヤシガニ- 沖縄県黒島

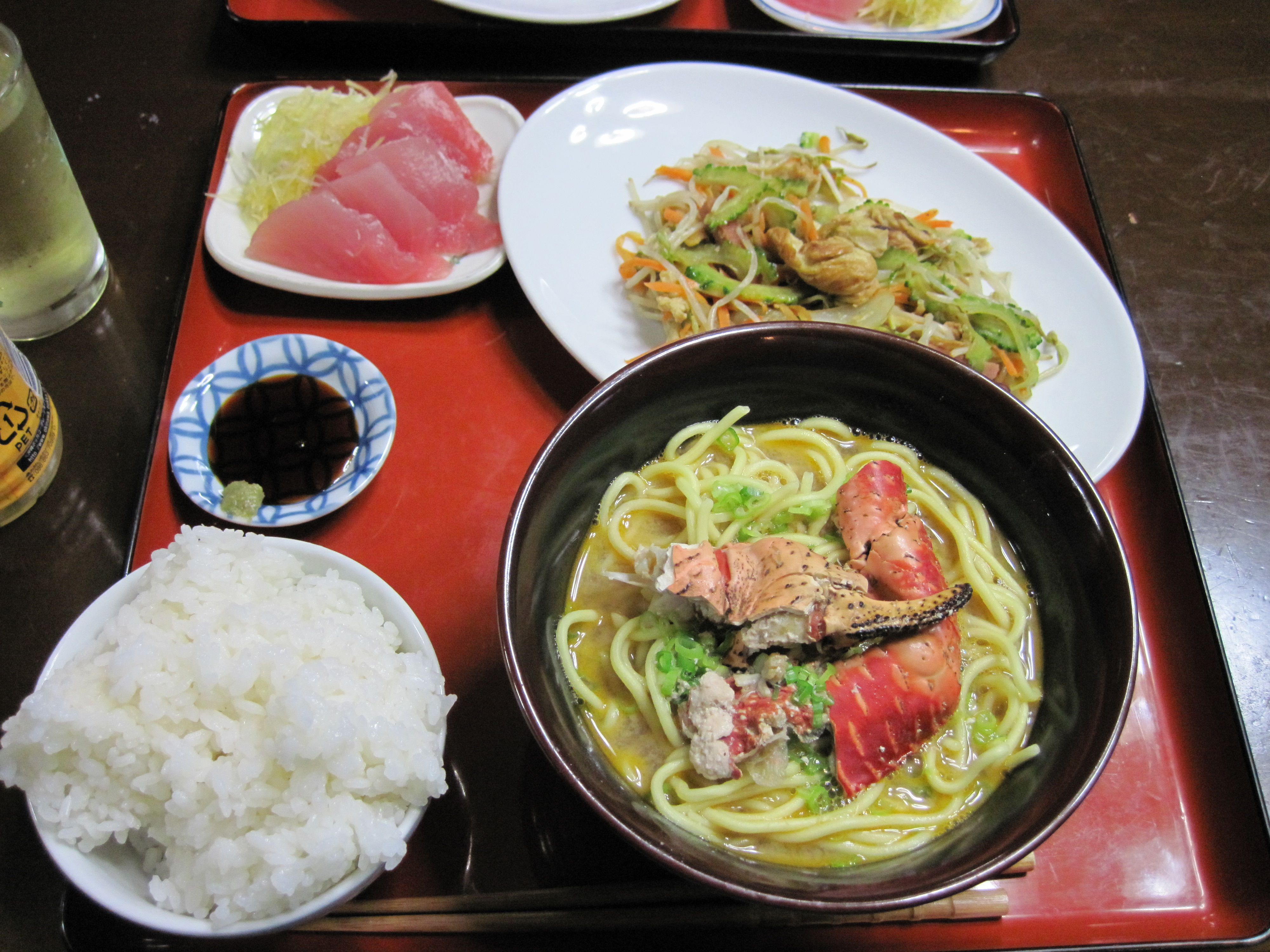
ヤシガニそば - 沖縄県黒島

成体のヤシガニには、他のヤシガニと人間以外に天敵は知られていない。体が大きく肉質が良いため、様々な地域で狩猟されており、人が住む島では非常に珍しい。ヤシガニは様々な島で珍味として食べられ、媚薬や回春薬とされることもあるが、集中的な狩猟により一部の地域では種の存続が脅かされている。太平洋の島々では高級食材とされ、雌の卵と腹部の脂肪分は特に重宝されている。ロブスターのように茹でたり蒸したりして食べる。島によって調理法は様々で、ココナッツミルクで茹でる地域もある。日本では、沖縄県の一部地域でヤシガニを食べる習慣がある。沖縄の宮古島の一部の地域ではヤシガニを夏に捕えて茹でて食べる。
ヤシガニ自体に本来毒性は無いが、餌として食べたものによっては毒を蓄えることがあり、中毒の事例が発生している。宮古島以南で中毒症状が発生した例が報告されており、中毒症状は嘔吐・吐き気・手足の痺れなどが挙げられる。死亡例もあるため、素人が野生種を捕まえて自ら調理することは大変危険である。例えばミフクラギを摂取したヤシガニは、強心配糖体カルデノリドにより有毒になる可能性がある。さらにハスノハギリの果実によっても有毒となる可能性がある。
腐敗物、死肉、時には人間の出した生ゴミまで食べている食性から、体内に有害な病原菌やウイルスを取り込んでいるため、調理した個体の生息環境によっては、病原性の食中毒を起こすとされている。まだ研究が進んでいないが食中毒はシガテラ毒が原因である可能性も指摘されている。沖縄では、毒を持ったヤシガニは茹でても赤くならないという迷信がある。料理店では、赤くならない個体を廃棄するため安全だと説明している。しかし赤く変色する個体が安全であるという科学的根拠はない。甲殻類を加熱すると赤くなるのは甲羅に含まれるカロチノイド系色素のアスタキサンチンの反応で、毒の有無とは関連性がなく毒を持っていても茹でれば赤くなる。

### 飼育
十分に成長していない個体はペットとして飼うことも出来るが、ハサミの力がとても強力なため、檻を壊して逃げ出さないように注意が必要である。狭い所に潜る力も強く、よく逃げ出す。熟したパパイアが最もよい食料であるが、雑食であるので軟らかいものは何でも食べる。元々南国の動物なので、気温が低くなる寒い時期のある地域では飼育はできない。気温が高い環境であっても、湿度の低い環境では呼吸が困難になるため、生存できない。生息している熱帯地域以外でこの高温多湿環境を維持することは難しく、水中生活型の海棲生物よりも用意するべき飼育環境の維持が難しい。飼育環境下ではヤシガニが脱皮の前後に必要な環境条件、例えば適切なタイミングでの海水の吸水や湿度の高い深い巣穴の中での待機といった行動を満足させるような環境を用意することは著しく困難であり、脱皮時期が巡ってきたときに死ぬことが多い。沖縄の飼育場での経験でも、その時に共食いするという。日本ではいくつかの水族館や動物園で飼育された記録がある。個人での飼育では、先島で捕獲したヤシガニを本土で半年養った記録がある。

### 脅威と保全
いくつかの地域では、生息地の喪失と食用目的の捕獲により、ヤシガニの個体数が減少し、局所的に絶滅している地域もある。その他にも海岸の開発、農作物を食害するとみなされることによる駆除、交通事故、人為的に移入されたネズミ類やブタ・アリ類などによる捕食などが脅威となっている。気候変動に伴う海水面上昇によって、小型の海洋島や環礁が水没することによる影響も懸念されている。1981年にはIUCNのレッドリストに危急種として掲載されたが、1996年にはデータ不足とされた。2018年には再び危急種とされた。
グアムとバヌアツでは捕獲できる大きさに制限があり、グアムとミクロネシア連邦では卵を持った雌の捕獲が禁止されるなど、様々な地域で保全活動が実施されている。北マリアナ諸島では、甲羅の長さが76mmを超え、なおかつ卵を持たない成体に限り捕獲が許可されている。捕獲許可を得た上で9-11月の間に捕獲する必要があり、1日あたり5匹、シーズン全体では15匹を持ち帰ることが可能である。
ツバルではフナフティ環礁の西側にある33km2のサンゴ礁、ラグーン、小島を含む海洋保護区に生息している。
日本
食用の乱獲や、交通事故などにより生息数は減少している。2010年に多良間村では「多良間村ヤシガニ（マクガン）保護条例」が、2012年には宮古島市で「ヤシガニ保護条例」が制定された。2014年には石垣市で「ヤシガニ保護条例」が制定された。2017年の時点で沖縄県レッドリストでは、絶滅危惧II類と判定されている。
絶滅危惧II類 (VU)（環境省レッドリスト）
沖縄本島では絶滅したと考えられていた時期もあったが、海洋博公園に大規模な個体群が残っていることが判明し、2006年から2019年まで行われた調査の結果、総個体数は約1000匹と推定された。小笠原諸島でも稀に見つかることがあるが、繁殖はしていないと考えられている。